# Täljö
Täljö är en tätort i Österåkers kommun. Vid SCB avgränsning 2023 klassades området Näs som sammanväxt och tätorten fick det officiella namnet Täljö och Näs.

## Historia
En hållplats på Roslagsbanan inrättades här år 1928. I februari 2015 blev dubbelspåret klart på sträckan Rydbo–Åkers Runö, och Täljö station renoverades och flyttades lite längre österut. 

### Befolkningsutveckling
| Befolkningsutvecklingen i Täljö 1990–2020                                                       | Befolkningsutvecklingen i Täljö 1990–2020 | Befolkningsutvecklingen i Täljö 1990–2020 | Befolkningsutvecklingen i Täljö 1990–2020 | Befolkningsutvecklingen i Täljö 1990–2020 |
| ----------------------------------------------------------------------------------------------- | ----------------------------------------- | ----------------------------------------- | ----------------------------------------- | ----------------------------------------- |
|                                                                                                 |                                           |                                           |                                           |                                           |
| År                                                                                              |                                           |                                           | Folkmängd                                 | Areal (ha)                                |
| 1990                                                                                            | 1990                                      |                                           | 86                                        | 31#                                       |
| 1995                                                                                            | 1995                                      |                                           | 203                                       | 88#                                       |
| 2000                                                                                            | 2000                                      |                                           | 293                                       | 92                                        |
| 2005                                                                                            | 2005                                      |                                           | 338                                       | 92                                        |
| 2010                                                                                            | 2010                                      |                                           | 387                                       | 92                                        |
| 2015                                                                                            | 2015                                      |                                           | 410                                       | 108                                       |
| 2020                                                                                            | 2020                                      |                                           | 476                                       | 109                                       |
| Anm.: Ny tätort 2000. Ej tätort 1995 på grund av för hög andel fritidsbebyggelse. # Som småort. |                                           |                                           |                                           |                                           |

## Samhället
Täljö ligger utanför detaljplanerat område och har varken kommunalt vatten eller avlopp.